# Lista de atletas brasileiros nos Jogos Olímpicos de Verão de 1948
A lista a seguir discrimina os atletas brasileiros que participaram da Londres 1948, independentemente de terem logrado êxito na busca por medalhas.
Nos Jogos Olímpicos de Verão de 1948, os Jogos de número XIV, realizados em Londres, na Grã-Bretanha, o Brasil participou de sua quinta Olimpíada, com 77 atletas, sendo 70 homens e 7 mulheres, em 11 esportes: atletismo, basquetebol, saltos ornamentais, esgrima, pentatlo moderno, remo, vela, tiro esportivo, natação e estreou no boxe e no hipismo.

Os Jogos da Tóquio 1940 que depois foram passados para Helsinque 1940 e da Londres 1944 foram cancelados devido à Segunda Guerra Mundial, assim como aconteceu com a Berlim 1916 durante a Primeira Guerra Mundial, mas a numeração sequencial referente aos Jogos e os nomes das sedes das edições canceladas foram mantidos.
Durante o processo de decisão sobre se seriam realizados ou cancelados, algumas cidades se ofereceram para sediar emergencialmente os Jogos de 1940, entre elas o Rio de Janeiro.
Subsedes:
Nas edições canceladas, em 1940 além de Tóquio, Sapporo também receberia jogos do torneio de futebol.

Em 1944 o torneio de futebol aconteceria exclusivamente em Cardiff, no País de Gales.

Nessa edição as partidas de futebol, além de Londres, aconteceram também em Hove, Brighton e Portsmouth; Aldershot e Hampshire receberam provas de hipismo e pentatlo moderno que também teve competições em Sandhurst; Bisley também teve provas do pentatlo moderno, além do tiro; Henley-on-Thames sediou as competições de canoagem e remo; Torquay abrigou as regatas da vela e as ruas de Windsor prestigiaram as corridas de ciclismo de estrada.
Na retomada em 1948, o Brasil dessa vez tinha uma boa delegação, fruto de um trabalho bem organizado pelos dirigentes esportivos. Isso, entretanto, se traduziu em uma única medalha de bronze para a "Seleção masculina de basquetebol", treinada por Moacyr Daiuto, que na disputa pelo 3.° lugar, conquistou a medalha ao derrotar o México. Foi o resultado de um torneio com 7 vitórias e apenas uma derrota nas semifinais para a França.
Assim, a lista de medalhistas múltiplos permaneceu inalterada (Vide seção "Multimedalhistas").
Cabe destacar que o técnico Togo Renan Soares, o "Kanela" já atuava, pelo menos nos bastidores, há 2 anos na formação de atletas profissionais e no perfil que revolucionou o basquete brasileiro daqueles tempos, mas devido a sua atividade como treinador de basquete do Flamengo, além de outros compromissos, nem sempre esteve diretamente à frente como treinador da Seleção, mas atuava no mínimo coordenando, convocando, selecionando, escalando e orientando. Por isso, muitas das vezes não era ele quem figurava oficialmente como o responsável técnico em algumas edições Olímpicas e outros campeonatos internacionais como Mundial, Sul-americano, Pan-americano, etc. Na chamada "Era Kanela" o Brasil conquistou 5 medalhas mundiais, sendo duas de ouro, 3 medalhas de bronze Olímpicas e 5 títulos sul-americanos. Antes de se dedicar ao basquete, Kanela foi ainda treinador de futebol e polo aquático.
Outros destaques:
A nadadora Piedade Coutinho, nos "400 metros livre", o nadador Willy Otto Jordan, nos "200 metros peito", e o quarteto feminino do "revezamento  4x100 metros livre", avançaram até a final e terminaram suas competições em 6.° lugar; o atleta Sylvio Padilha, dessa vez não competiu, mas foi o porta-bandeira e também chefe da delegação brasileira em Londres. Não há informações sobre o porta-bandeira na cerimônia de encerramento; apesar do Brasil já contar com o saltador Adhemar Ferreira da Silva no "salto triplo", o melhor desempenho no atletismo ficou por conta do também saltador Geraldo de Oliveira. Os três brasileiros que disputaram a modalidade (Geraldo, Adhemar e Hélio da Silva) se qualificaram para a prova final terminando respectivamente em 5.°, 8.° e 11.°; as mulheres brasileiras estrearam no atletismo nessa edição e a melhor colocação foi o 10.° lugar do quarteto feminino no "revezamento 4x100 metros rasos"; Ralph Zumbano, tio de Éder Jofre foi o representante brasileiro no "peso galo" do boxe e chegou às quartas-de-final, terminando em 5.° lugar; Mario Biancalana alcançou as quartas na competição individual do "sabre" na esgrima, concluindo na 13.ª posição; a guarnição do "dois sem" do remo avançou para a semifinal e terminou em 6.° com a dupla Paulo Diebold e Pércio Zancani.
Abaixo segue a relação dos esportistas brasileiros participantes da Londres 1948.

## Atletismo
Masculino
Eventos de pista e de estrada
| Atleta | Modalidade | Eliminatória | Eliminatória | Quartas de final | Quartas de final | Semifinal   | Semifinal   | Final       | Final     | Referência(s) |
| Atleta | Modalidade | Resultado    | Colocação    | Resultado        | Colocação        | Resultado   | Colocação   | Resultado   | Colocação | Referência(s) |
| --- | ---------- | ------------ | ------------ | ---------------- | ---------------- | ----------- | ----------- | ----------- | --------- | ------------- |
| Ivan Hausen | 100 m      | 10.90        | 2.° Q        | 10.93            | 4.°              | Não avançou | Não avançou | Não avançou | 13.°      | [ 10 ]        |
| Ivan Hausen | 200 m      | 22.20        | 2.° Q        | 22.30            | 4.°              | Não avançou | Não avançou | Não avançou | 16.°      | [ 11 ]        |
| Haroldo da Silva | 100 m      | 10.60        | 2.° Q        | 11.04            | 4.°              | Não avançou | Não avançou | Não avançou | 16.°      | [ 12 ]        |
| Haroldo da Silva | 200 m      | 21.90        | 2.° Q        | 22.00            | 3.° Q            | 22.22       | 4.°         | Não avançou | 7.°       | [ 13 ]        |
| Hélio da Silva | 100 m      | 11.09        | 4.°          | Não avançou      | Não avançou      | Não avançou | Não avançou | Não avançou | 43.°      | [ 14 ]        |
| Rosalvo Ramos | 200 m      | 22.20        | 2.° Q        | Descon           | 6.°              | Não avançou | Não avançou | Não avançou | 21.°      | [ 15 ]        |
| Rosalvo Ramos | 400 m      | 49.20        | 2.° Q        | 48.70            | 3.° Q            | 49.10       | 5.°         | Não avançou | 10.°      | [ 16 ]        |
| Haroldo da Silva Hélio da Silva Ivan Hausen Rosalvo Ramos Alexandre Pereira Neto (reserva) Geraldo de Oliveira (reserva) | 4×100 m    | 42.40        | 3.°          | _                | _                | _           | _           | Não avançou | 7.°       | [ 17 ]        |

Eventos de campo
| Atleta                    | Modalidade         | Qualificação | Qualificação | Final       | Final     | Referência(s) |
| Atleta                    | Modalidade         | Resultado    | Colocação    | Resultado   | Colocação | Referência(s) |
| ------------------------- | ------------------ | ------------ | ------------ | ----------- | --------- | ------------- |
| Geraldo de Oliveira       | salto em distância | DNS          | =22.°        | Não avançou | =22.°     | [ 18 ]        |
| Geraldo de Oliveira       | salto triplo       | 14.590       | 9.° Q        | 14.825      | 5.°       | [ 19 ]        |
| Adhemar Ferreira da Silva | salto triplo       | 14.690       | 4.° Q        | 14.490      | 8.°       | [ 19 ]        |
| Hélio da Silva            | salto triplo       | 14.640       | 6.° Q        | 14.310      | 11.°      | [ 19 ]        |

Feminino
Eventos de pista e de estrada
| Atleta | Modalidade | Eliminatória | Eliminatória | Semifinal   | Semifinal   | Final       | Final     | Referência(s) |
| Atleta | Modalidade | Resultado    | Colocação    | Resultado   | Colocação   | Resultado   | Colocação | Referência(s) |
| --- | ---------- | ------------ | ------------ | ----------- | ----------- | ----------- | --------- | ------------- |
| Helena de Menezes                                                                                                   | 100 m      | 13.20        | 3.°          | Não avançou | Não avançou | Não avançou | 25.°      | [ 20 ]        |
| Benedicta de Oliveira                                                                                               | 100 m      | 13.20        | 4.°          | Não avançou | Não avançou | Não avançou | 29.°      | [ 20 ]        |
| Elizabeth Müller | 100 m      | 13.20        | 4.°          | Não avançou | Não avançou | Não avançou | 32.°      | [ 20 ]        |
| Lucila Pini | 200 m      | 27.60        | 3.°          | Não avançou | Não avançou | Não avançou | 17.°      | [ 21 ]        |
| Melânia Luz | 200 m      | 26.60        | 4.°          | Não avançou | Não avançou | Não avançou | 22.°      | [ 21 ]        |
| Helena de Menezes                                                                                                   | 200 m      | 27.70        | 4.°          | Não avançou | Não avançou | Não avançou | 23.°      | [ 21 ]        |
| Benedicta de Oliveira Gertrudes Morg Lucila Pini Melânia Luz Elizabeth Müller (reserva) Helena de Menezes (reserva) | 4×100 m    | 49.00        | 4.°          | _           | _           | Não avançou | 10.°      | [ 22 ]        |

Eventos de campo
| Atleta           | Modalidade         | Qualificação | Qualificação | Final       | Final     | Referência(s) |
| Atleta           | Modalidade         | Resultado    | Colocação    | Resultado   | Colocação | Referência(s) |
| ---------------- | ------------------ | ------------ | ------------ | ----------- | --------- | ------------- |
| Elizabeth Müller | salto em altura    | 1.40         | 17.°         | Não avançou | 17.°      | [ 23 ]        |
| Gertrudes Morg   | salto em distância | 5.120        | 22.°         | Não avançou | 22.°      | [ 24 ]        |
| Elizabeth Müller | arremesso de peso  | 11.870       | 13.°         | Não avançou | 13.°      | [ 25 ]        |

## Basquetebol
Masculino
Primeira fase
Grupo A
| V |  | Brasil | 45–41 | HUN Hungria |  |  |  |

| V |  | Brasil | 36–32 | URU Uruguai |  |  |  |

| V |  | Brasil | 76–11 | GBR Grã-Bretanha |  |  |  |

| V |  | Brasil | 56–35 | CAN Canadá |  |  |  |

| V |  | Brasil | 47–31 | ITA Itália |  |  |  |

Colocação no grupo: 1.° Q
Tabela - Grupo A
| Equipe           | Jogos | Vitórias | Derrotas | Pontos pró | Pontos contra | Saldo de pontos | Pontuação | Confronto direto |
| ---------------- | ----- | -------- | -------- | ---------- | ------------- | --------------- | --------- | ---------------- |
| BRA Brasil       | 5     | 5        | 0        | 261        | 150           | +111            | 10        |                  |
| URU Uruguai      | 5     | 3        | 2        | 246        | 170           | +76             | 6         | 1V-1D            |
| HUN Hungria      | 5     | 3        | 2        | 201        | 172           | +29             | 6         | 1V-1D            |
| CAN Canadá       | 5     | 3        | 2        | 222        | 205           | +17             | 6         | 1V-1D            |
| ITA Itália       | 5     | 1        | 4        | 170        | 208           | -38             | 2         |                  |
| GBR Grã-Bretanha | 5     | 0        | 5        | 103        | 298           | -195            | 0         |                  |

|  | Classificados para as quartas de final |
|  | Disputa de 9.° a 16.°                  |
|  | Disputa de 17.° a 20.°                 |

Quartas de final
| V |  | Brasil | 28–31 | Tchecoslováquia |  |  |  |

Semifinal
| D |  | França | 45–33 | Brasil |  |  |  |

Decisão do 3.° lugar
| V |  | Brasil | 52–47 | México |  |  |  |

Colocação final: 3.°

Equipe: 
Affonso Évora
Alberto Marson
Alexandre Gemignani
Alfredo da Motta
Chico Braz
Guilherme Rodrigues (*)
Luís Benvenuti (*)
Marcus Vinícius Dias
Massinet Sorcinelli
Nilton Pacheco
Ruy de Freitas
Zenny Algodão

(*): Algumas fontes não apontam para Guilherme e Benvenuti como medalhistas, mas outras incluem ambos como integrantes na campanha brasileira. A própria CBB não os cita como medalhistas em seu status, assim como detalhes de suas carreiras como esportistas são obscuros. Alberto Marson, último integrante a falecer que integrou a equipe, também não os cita numa entrevista para a Tribuna da Bahia, publicada em 1 de março de 2016.
A principal explicação para este fato talvez se deva pelo fato de Luís e Guilherme serem convocados como suplentes e na época apenas 10 jogadores de cada equipe entravam em quadra como titulares e reservas diretos e em nenhuma partida houve a necessidade da escalação dos suplentes. 
Referência(s):  

## Boxe
Masculino
| Atleta               | Modalidade  | 1ª Rodada                 | 2ª Rodada                | Quartas de Final         | Semifinal            | Final                | Final                | Colocação final | Referência(s) |
| Atleta               | Modalidade  | Adversário Resultado      | Adversário Resultado     | Adversário Resultado     | Adversário Resultado | Adversário Resultado | Adversário Resultado | Colocação final | Referência(s) |
| -------------------- | ----------- | ------------------------- | ------------------------ | ------------------------ | -------------------- | -------------------- | -------------------- | --------------- | ------------- |
| Manoel do Nascimento | peso galo   | HUN Tibor Csík D DQ-2     | Não avançou              | Não avançou              | Não avançou          | Não avançou          | Não avançou          | =17.°           | [ 32 ]        |
| José Dias            | peso pena   | DNS                       | Não avançou              | Não avançou              | Não avançou          | Não avançou          | Não avançou          | =31.°           | [ 33 ]        |
| Ralph Zumbano        | peso leve   | LUX Franz Ehringer V KO-2 | AUS Auguste Caulet V PTS | USA Wallace Smith D KO-2 | Não avançou          | Não avançou          | Não avançou          | =5.°            | [ 34 ]        |
| Vicente dos Santos   | peso pesado | USA Jay Lambert D PTS     | Não avançou              | Não avançou              | Não avançou          | Não avançou          | Não avançou          | 17.°            | [ 35 ]        |

## Saltos ornamentais
Masculino
| Atleta          | Modalidade         | Classificatória | Classificatória | Final     | Final     | Colocação final | Colocação final | Referência(s) |
| Atleta          | Modalidade         | Resultado       | Colocação       | Resultado | Colocação | Resultado       | Colocação       | Referência(s) |
| --------------- | ------------------ | --------------- | --------------- | --------- | --------- | --------------- | --------------- | ------------- |
| Milton Busin    | trampolim 3 m      | 38.58           | 12.°            | 75.28     | 11.°      | 113.86          | 11.°            | [ 36 ]        |
| Gunnar Kemnitz  | trampolim 3 m      | 31.36           | 25.°            | 70.86     | 18.°      | 102.22          | 21.°            | [ 36 ]        |
| Haroldo Mariano | plataforma de 10 m | 36.06           | 20.°            | 53.94     | 16.°      | 90.00           | 16.°            | [ 37 ]        |

## Hipismo
Masculino
Concurso completo de equitação
| Atleta                                                        | Cavalo              | Modalidade           | Adestramento          | Cross-country         | Saltos                | Total                 | Fase 2                | Colocação final | Referência(s) |
| Atleta                                                        | Cavalo              | Modalidade           | Penalidades Colocação | Penalidades Colocação | Penalidades Colocação | Penalidades Colocação | Penalidades Colocação | Colocação final | Referência(s) |
| ------------------------------------------------------------- | ------------------- | -------------------- | --------------------- | --------------------- | --------------------- | --------------------- | --------------------- | --------------- | ------------- |
| Aëcio Coelho                                                  | Guapo               | equitação individual | 114.00 =16.°          | 72.00 =14.°           | 10.00 =16.°           | 52.00 7.°             | 42.00 10.°            | 7.°             | [ 38 ]        |
| Renyldo Pedro Guimarães Ferreira                              | Índio               | equitação individual | 184.00 43.°           | 26.00 33.°            | 40.00 32.°            | 250.00 31.°           | 210.00 37.°           | 31.°            | [ 38 ]        |
| Anísio da Rocha                                               | Carioca             | equitação individual | 185.00 44.°           | 44.00 35.°            | DNS =39.°             | NM =39.°              | 229.00 38.°           | =39.°           | [ 38 ]        |
| Aëcio Coelho Anísio da Rocha Renyldo Pedro Guimarães Ferreira | Guapo Carioca Índio | equitação equipe     | 483.00 13.°           | 2.00 10.°             | DNS =11.°             | NM 12.°               | 481.00 11.°           | 12.°            | [ 39 ]        |

Concurso de saltos
| Atleta                                         | Cavalo                | Modalidade        | Final                 | Colocação final | Referência(s) |
| Atleta                                         | Cavalo                | Modalidade        | Penalidades Colocação | Colocação final | Referência(s) |
| ---------------------------------------------- | --------------------- | ----------------- | --------------------- | --------------- | ------------- |
| Francisco Pontes                               | Itaguaí               | saltos individual | 20.00 =10.°           | =10.°           | [ 40 ]        |
| Eloy de Menezes                                | Sabu                  | saltos individual | DNF                   | =24.°           | [ 40 ]        |
| Ruben Ribeiro                                  | Bon Soir              | saltos individual | DNF                   | =24.°           | [ 40 ]        |
| Eloy de Menezes Francisco Pontes Ruben Ribeiro | Sabu Itaguaí Bon Soir | saltos equipe     | 20.00 DNF             | 9.°             | [ 41 ]        |

## Esgrima
Masculino
| Atleta | Modalidade        | Rodada 1                                     | Rodada 1  | Rodada 2    | Rodada 2    | Quartas de final | Quartas de final | Semifinal   | Semifinal   | Final       | Final     | Referência(s) |
| Atleta | Modalidade        | Resultado                                    | Colocação | Resultado   | Colocação   | Resultado        | Colocação        | Resultado   | Colocação   | Resultado   | Colocação | Referência(s) |
| --- | ----------------- | -------------------------------------------- | --------- | ----------- | ----------- | ---------------- | ---------------- | ----------- | ----------- | ----------- | --------- | ------------- |
| Ferdinando Alessandri | florete           | 5v-2d                                        | 3.° Q     | 0-7d        | 8.°         | Não avançou      | Não avançou      | Não avançou | Não avançou | Não avançou | 31.°      | [ 42 ]        |
| Salvatore Sciannamea | florete           | 0-7d                                         | 8.°       | Não avançou | Não avançou | Não avançou      | Não avançou      | Não avançou | Não avançou | Não avançou | 62.°      | [ 42 ]        |
| Walter de Paula | florete           | DNS                                          | 9.°       | Não avançou | Não avançou | Não avançou      | Não avançou      | Não avançou | Não avançou | Não avançou | 64.°      | [ 42 ]        |
| Mario Biancalana | espada            | 3v-5d                                        | 3.° Q     | 4v-4d       | 2.° Q       | 3v-6d            | 8.°              | Não avançou | Não avançou | Não avançou | 13.°      | [ 43 ]        |
| Fortunato de Barros | espada            | 3v-5d                                        | 5.°       | Não avançou | Não avançou | Não avançou      | Não avançou      | Não avançou | Não avançou | Não avançou | 47.°      | [ 43 ]        |
| Henrique de Aguiar Vallim | espada            | 3v-5d                                        | 6.°       | Não avançou | Não avançou | Não avançou      | Não avançou      | Não avançou | Não avançou | Não avançou | 57.°      | [ 43 ]        |
| Estevão Etienne Molnar | sabre             | 4v-1                                         | 2.° Q     | 2v-5d       | 7.°         | Não avançou      | Não avançou      | Não avançou | Não avançou | Não avançou | 27.°      | [ 44 ]        |
| Fortunato de Barros Henrique de Aguiar Vallim Mario Biancalana Salvatore Sciannamea Walter de Paula Ferdinando Alessandri (reserva) | espada por equipe | Itália (ITA) D 2-14 Grã-Bretanha (GBR) D 6-8 | 3.°       | Não avançou | Não avançou | Não avançou      | Não avançou      | Não avançou | Não avançou | Não avançou | 18.°      | [ 45 ]        |

Feminino
| Atleta          | Modalidade | Rodada 1  | Rodada 1  | Rodada 2    | Rodada 2    | Quartas de final | Quartas de final | Semifinal   | Semifinal   | Final       | Final     | Referência(s) |
| Atleta          | Modalidade | Resultado | Colocação | Resultado   | Colocação   | Resultado        | Colocação        | Resultado   | Colocação   | Resultado   | Colocação | Referência(s) |
| --------------- | ---------- | --------- | --------- | ----------- | ----------- | ---------------- | ---------------- | ----------- | ----------- | ----------- | --------- | ------------- |
| Desconhecida(*) | florete    | DNS       | 7.°       | Não avançou | Não avançou | Não avançou      | Não avançou      | Não avançou | Não avançou | Não avançou | 40.°      | [ 46 ]        |
| Desconhecida(*) | florete    | DNS       | 7.°       | Não avançou | Não avançou | Não avançou      | Não avançou      | Não avançou | Não avançou | Não avançou | 41.°      | [ 46 ]        |

(*) As documentações do COI apontam para essas duas esgrimistas brasileiras inscritas, mas não há informação sobre seus nomes.

## Pentatlo moderno
Masculino
| Atleta           | Modalidade | Hipismo cross-country com obstáculos | Esgrima espada 1 toque | Tiro pistola rápida 25 m | Natação 300 m livre | Corrida cross-country 4000 m | Pontos perdidos | Colocação final | Referência(s) |
| Atleta           | Modalidade | Colocação                            | Colocação              | Colocação                | Colocação           | Colocação                    | Pontos perdidos | Colocação final | Referência(s) |
| ---------------- | ---------- | ------------------------------------ | ---------------------- | ------------------------ | ------------------- | ---------------------------- | --------------- | --------------- | ------------- |
| Aëcio Coelho     | individual | Cavalo: desconhecido 15.°            | =1.°                   | 33.°                     | 39.°                | 37.°                         | 125.00          | 30.°            | [ 47 ]        |
| Aloysio Borges   | individual | Cavalo: desconhecido 33.°            | =26.°                  | 36.°                     | 8.°                 | DQ 43.°                      | 146.00          | 38.°            | [ 47 ]        |
| Humberto Bedford | individual | Cavalo: desconhecido 37.°            | 43.°                   | 40.°                     | 43.°                | 42.°                         | 205.00          | 43.°            | [ 47 ]        |

## Remo
Masculino
| Atleta                                                  | Modalidade | Eliminatórias | Eliminatórias | Repescagem  | Repescagem  | Semifinal   | Semifinal   | Final       | Final     | Referência(s) |
| Atleta                                                  | Modalidade | Resultado     | Colocação     | Resultado   | Colocação   | Resultado   | Colocação   | Resultado   | Colocação | Referência(s) |
| ------------------------------------------------------- | ---------- | ------------- | ------------- | ----------- | ----------- | ----------- | ----------- | ----------- | --------- | ------------- |
| Paulo Diebold Pércio Zancani                            | dois sem   | 7:33.10       | 1.° Q         | _           | _           | 8:18.60     | 2.°         | Não avançou | 6.°       | [ 48 ]        |
| Arlindo Cabral (timoneiro) Paulo Diebold Pércio Zancani | dois com   | DNS           | NM            | Não avançou | Não avançou | Não avançou | Não avançou | Não avançou | 10.°      | [ 49 ]        |

## Vela
Aberto
| Atleta                                     | Modalidade     | Regatas             | Regatas             | Regatas             | Regatas             | Regatas             | Regatas             | Regatas               | Colocação final      | Referência(s) |
| Atleta                                     | Modalidade     | 1                   | 2                   | 3                   | 4                   | 5                   | 6                   | 7 (regata da medalha) | Colocação final      | Referência(s) |
| Atleta                                     | Modalidade     | Pontuação Colocação | Pontuação Colocação | Pontuação Colocação | Pontuação Colocação | Pontuação Colocação | Pontuação Colocação | Pontuação Colocação   | Pontuação Colocação  | Referência(s) |
| ------------------------------------------ | -------------- | ------------------- | ------------------- | ------------------- | ------------------- | ------------------- | ------------------- | --------------------- | -------------------- | ------------- |
| Wolfgang Edgard Putz Richter               | classe firefly | 578.00 7.°          | 0.00 DNF =18.°      | 645.00 6.°          | 144.00 19.°         | 821.00 4.°          | 247.00 15.°         | 469.00 9.°            | 2904.00 11.°         | [ 50 ]        |
| Carlos Bittencourt Filho João José Bracony | classe star    | 127.00 16.°         | 217.00 13.°         | 290.00 11.°         | 331.00 10.°         | 185.00 14.°         | 331.00 10.°         | 290.00 11.°           | 1771.00/1644.00 14.° | [ 51 ]        |
| Carlos Borchers Victório Ferraz            | classe swallow | 293.00 9.°          | 206.00 11.°         | 293.00 9.°          | 168.00 12.°         | 344.00 8.°          | 946.00 2.°          | 548.00 5.°            | 2798.00/2630.00 10.° | [ 52 ]        |

## Tiro esportivo
Masculino
| Atleta                   | Modalidade            | Resultado | Colocação | Referência(s) |
| ------------------------ | --------------------- | --------- | --------- | ------------- |
| Pedro Simão              | pistola rápida 25 m   | 540.00    | 30.°      | [ 53 ]        |
| Allan Sobocinski         | pistola rápida 25 m   | 490.00    | 56.°      | [ 53 ]        |
| Álvaro dos Santos Júnior | pistola rápida 25 m   | 527.00    | 34.°      | [ 53 ]        |
| Álvaro dos Santos Júnior | pistola livre 50 m    | 509.00    | 31.°      | [ 54 ]        |
| Silvino Ferreira         | pistola livre 50 m    | 511.00    | 28.°      | [ 54 ]        |
| Antônio Guimarães        | carabina deitado 50 m | 594.00    | 13.°      | [ 55 ]        |
| Manoel Braga             | carabina deitado 50 m | 589.00    | 28.°      | [ 55 ]        |
| João Carlos de Faria     | carabina deitado 50 m | 584.00    | 45.°      | [ 55 ]        |

## Natação
Masculino
| Atleta | Modalidade    | Eliminatória | Eliminatória | Semifinal   | Semifinal   | Final       | Final     | Referência(s) |
| Atleta | Modalidade    | Resultado    | Colocação    | Resultado   | Colocação   | Resultado   | Colocação | Referência(s) |
| --- | ------------- | ------------ | ------------ | ----------- | ----------- | ----------- | --------- | ------------- |
| Aram Boghossian | 100 m livre   | 1:00.90      | 2.° Q        | 1:01.00     | 8.°         | Não avançou | 15.°      | [ 56 ]        |
| Sérgio Rodrigues | 100 m livre   | 1:01.60      | 4.°          | Não avançou | Não avançou | Não avançou | 23.°      | [ 56 ]        |
| Plauto Guimarães | 100 m livre   | 1:03.70      | 5.°          | Não avançou | Não avançou | Não avançou | 25.°      | [ 56 ]        |
| Rolf Egon Kestener | 1500 m livre  | 20:36.30     | 3.° Q        | 20:44.60    | 7.°         | Não avançou | 13.°      | [ 57 ]        |
| Hélio Silva Paluca | 100 m costas  | 1:10.50      | 3.° Q        | 1:10.10     | 5.°         | Não avançou | 10.°      | [ 58 ]        |
| Paulo da Fonseca e Silva | 100 m costas  | 1:10.00      | 3.° Q        | 1:09.80     | 6.°         | Não avançou | 11.°      | [ 58 ]        |
| Ilo da Fonseca | 100 m costas  | 1:11.90      | 2.° Q        | 1:11.60     | 7.°         | Não avançou | 14.°      | [ 58 ]        |
| Willy Otto Jordan | 200 m peito   | 2:46.40      | 1.° Q        | 2:43.90     | 2.° Q       | 2:46.40     | 6.°       | [ 59 ]        |
| Aram Boghossian Rolf Egon Kestener Sérgio Rodrigues Willy Otto Jordan Paulo da Fonseca e Silva (reserva) Plauto Guimarães (reserva) | 4x200 m livre | 9:19.90      | 7.° Q        | _           | _           | 9:31.00     | 8.°       | [ 60 ]        |

Feminino
| Atleta                                                                                        | Modalidade    | Eliminatória | Eliminatória | Semifinal   | Semifinal   | Final       | Final     | Referência(s) |
| Atleta                                                                                        | Modalidade    | Resultado    | Colocação    | Resultado   | Colocação   | Resultado   | Colocação | Referência(s) |
| --------------------------------------------------------------------------------------------- | ------------- | ------------ | ------------ | ----------- | ----------- | ----------- | --------- | ------------- |
| Piedade Coutinho                                                                              | 100 m livre   | 1:08.60      | 4.° Q        | 1:16.00     | 7.°         | Não avançou | 14.°      | [ 61 ]        |
| Eleonora Schmitt                                                                              | 100 m livre   | 1:10.80      | 4.°          | Não avançou | Não avançou | Não avançou | 19.°      | [ 61 ]        |
| Maria da Costa                                                                                | 100 m livre   | 1:16.00      | 7.°          | Não avançou | Não avançou | Não avançou | 33.°      | [ 61 ]        |
| Piedade Coutinho                                                                              | 400 m livre   | 5:30.00      | 1.° Q        | 5:31.1      | 3.° Q       | 5:29.40     | 6.°       | [ 62 ]        |
| Edith de Oliveira                                                                             | 100 m costas  | 1:22.50      | 6.°          | Não avançou | Não avançou | Não avançou | 23.°      | [ 63 ]        |
| Eleonora Schmitt Maria da Costa Piedade Coutinho Talita Rodrigues Edith de Oliveira (reserva) | 4x100 m livre | 4:51.40      | 4.° Q        | _           | _           | 4:49.10     | 6.°       | [ 64 ]        |

## Multimedalhistas
Nesta seção listam-se os atletas brasileiros detentores de pelo menos 2 pódios Olímpicos, desde as edições pregressas, até essa edição. A ordem de classificação se segue pelos seguintes critérios:
1. Maior número de medalhas de ouro;
2. Maior número de medalhas de prata;
3. Maior número de medalhas de bronze;
4. Conquista mais antiga;
5. Esporte ou modalidade mais antiga no programa Olímpico;
6. Ordem alfabética.

| Posição | Atleta             | Esporte        | Ouro | Prata | Bronze | Jogos          | Medalha de ouro | Medalha de prata | Medalha de bronze | Total de medalhas |
| ------- | ------------------ | -------------- | ---- | ----- | ------ | -------------- | --------------- | ---------------- | ----------------- | ----------------- |
| 1.°     | Guilherme Paraense | Tiro esportivo | 1    | 0     | 1      | Antuérpia 1920 | 1               | 0                | 1                 | 2                 |
| 2.°     | Afrânio da Costa   | Tiro esportivo | 0    | 1     | 1      | Antuérpia 1920 | 0               | 1                | 1                 | 2                 |

## Medalhas
| Medalha | Atleta | Esporte     | Modalidade    | Data       |
| ------- | --- | ----------- | ------------- | ---------- |
| Bronze  | Seleção Brasileira de Basquetebol Masculino Affonso Évora Alberto Marson Alexandre Gemignani Alfredo da Motta Chico Braz Guilherme Rodrigues Luís Benvenuti Marcus Vinícius Dias Massinet Sorcinelli Nilton Pacheco Ruy de Freitas Zenny Algodão | Basquetebol | equipe quadra | 13/08/1948 |

| Medalhas por esporte | Medalhas por esporte | Medalhas por esporte | Medalhas por esporte | Medalhas por esporte |
| Esporte              | Medalha de ouro      | Medalha de prata     | Medalha de bronze    | Total de medalhas    |
| -------------------- | -------------------- | -------------------- | -------------------- | -------------------- |
| Basquetebol          | 0                    | 0                    | 1                    | 1                    |
| Total                | 0                    | 0                    | 1                    | 1                    |